# Mepperdennen
De Mepperdennen betreft een met grove dennen en eiken bebost stuifzandgebied gelegen ten westen van het dorp Meppen in de provincie Drenthe. Het gebied is eind 19e eeuw aangelegd om het dorp en de omringende landerijen tegen stuivend zand te beschermen.
De Mepperdennen is deels in eigendom van Staatsbosbeheer en deels in particulier eigendom. Oorspronkelijk was dit in eigendom van de Boermarke van Meppen. Toen de marke werd opgeheven, kreeg iedere markegenoot een stuk toegewezen ter grootte van zijn waardeel.
In de Mepperdennen bevindt zich een ven met de naam het Meeuwenveen en een grote zandduin met de naam de Paasheuvel. Tot in de jaren 1970 kwamen hier de (hervormde) bewoners van Meppen samen elkaar te ontmoeten en te spelen, om eieren te eten en vaak ermee te gooien. De gereformeerden kwamen tezamen op een plek iets verder in het bos. De Paasheuvel is niet meer toegankelijk, omdat het op het afgesloten terrein van het Vakantieoord de Bronzen Emmer ligt. 
In het noordoostelijke deel van het bos lag het Twientiesveen, dat later is ingericht als ijsbaan. Aan de oostzijde van de Middendorpsstraat ligt het natuurgebied De Palms.